# Puerto Norte (Malvinas)
El puerto Norte (51°28′S 60°28′O / -51.467, -60.467) (en inglés: Port North) es un puerto natural situado en el noroeste de la isla Gran Malvina, al sur de la Península Gómez Roca y al norte de la Bahía 9 de Julio, entre el cabo de la Muerte y las islas Bense.
Se encuentra ubicado en el archipiélago de las Malvinas, y administrativamente pertenece al departamento Islas del Atlántico Sur de la provincia de Tierra del Fuego, Antártida e Islas del Atlántico Sur.